# Beloved (álbum de Glay)
Beloved es el cuarto álbum de la banda de Jrock-Pop GLAY. Fue lanzado el 18 de noviembre de 1996, y alcanzó el puesto #1 en el ranking de Oricon, con 1 522 540 de copias vendidas. El álbum fue certificado "Million" por la Asociación de la Industria de Grabación de Japón (RIAJ).

## Lista de canciones
1. Groovy Tour
2. Lovers change fighters, cool
3. Beloved
4. Shutter Speeds no Teemu (Shutter Speed no Theme) (SHUTTER SPEEDSのテーマ?)
5. Fairy Story
6. Kanariya (カナリヤ)
7. Hit The World Chart!
8. a boy ~Zutto Wasurenai~ (a Boy〜ずっと忘れない〜)
9. Haru wo Aisuru Hito (春を愛する人)
10. Kaaten Kooru (Curtain Call) (カーテンコール)
11. Miyako Wasure (都忘れ)
12. Rhapsody